# Gotówki
Gotówki (lit. Ataukai) – wieś na Litwie, w okręgu uciańskim, w rejonie święciańskim, w gminie Świrki.

## Historia
W czasach zaborów wieś rządowa w gminie Huduciszki, w powiecie święciańskim, w guberni wileńskiej Imperium Rosyjskiego. W 1866 miała 76 mieszkańców w 10 domach. W 1905 roku liczyła 116 mieszkańców, 212 dziesięcin.
W dwudziestoleciu międzywojennym wieś leżała w Polsce, w województwie wileńskim, w powiecie święciańskim, w gminie Hoduciszki.
W 1931 w 22 domach zamieszkiwało 111 osób.
Od 1945 roku w Litewskiej Socjalistycznej Republice Radzieckiej.
Od 1990 roku na niepodległej Litwie.